# Saliva (álbum)
Saliva é o álbum de estreia da banda homónima, lançado a 26 de Agosto de 1997.
| Críticas profissionais                                                      | Críticas profissionais |
| Avaliações da crítica                                                       | Avaliações da crítica  |
| Fonte                                                                       | Avaliação              |
| --------------------------------------------------------------------------- | ---------------------- |
| allmusic                                                                    | [ 1 ]                  |
| Esta tabela precisa de ser acompanhada por texto em prosa. Consulte o guia. |                        |

## Faixas
Todas as faixas por Saliva
1. "Beg" – 3:35
2. "Sink" – 4:00
3. "Call It Something" – 4:12
4. "Spitshine" – 3:01
5. "Greater Than Less Than" – 3:46
6. "Cellophane" – 3:52
7. "Tongue" – 4:20
8. "Pin Cushion" – 4:49
9. "Sand Castle" – 5:08
10. "Groovy" – 4:05
11. "I Want It" – 3:19
12. "Suffocate" – 4:50
13. "800" – 5:49

## Créditos
- Chris Dabaldo - Guitarra
- Dave Novotny - Baixo
- Todd Poole - Bateria, vocal
- Josey Scott - Vocal
- Wayne Swinny - Guitarra